# Vysoká islandština

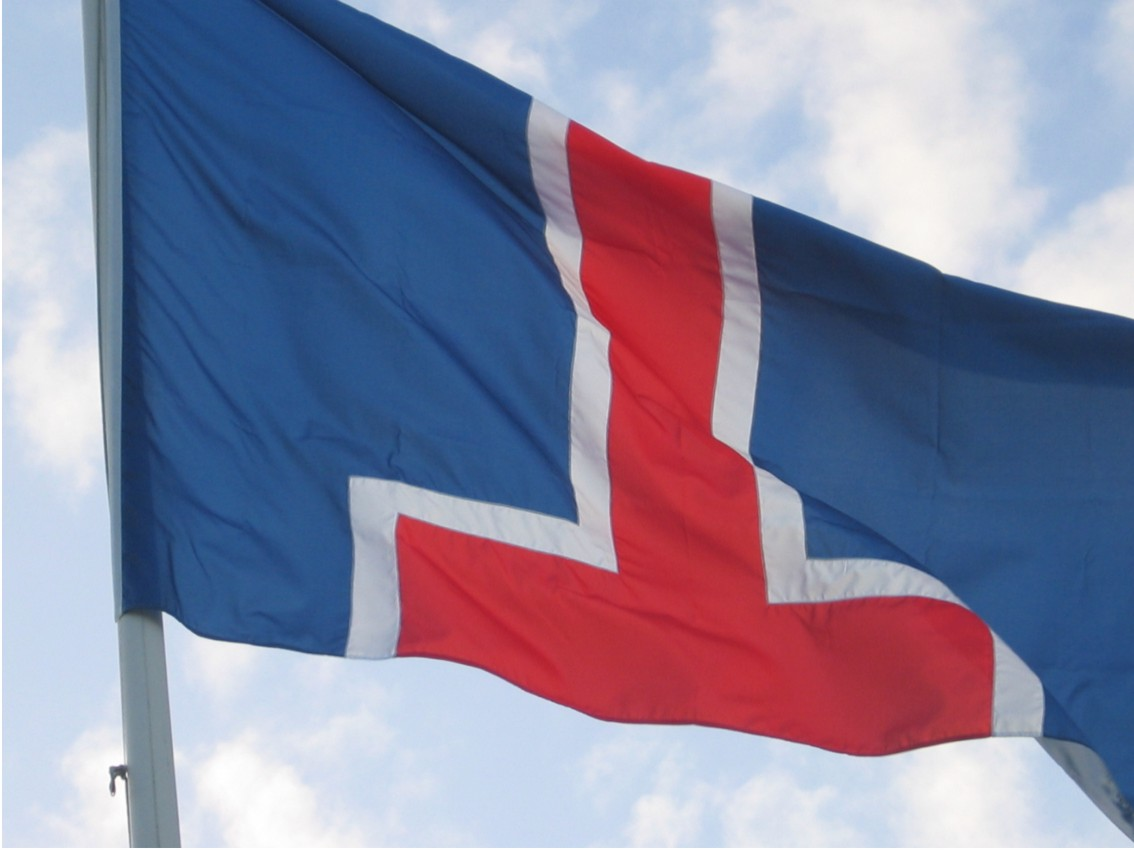
Vlajka Þórsfrónvé, znak vysoké islandštiny

Vysoká islandština (islandsky háfrónska) je umělý jazyk založený na islandštině. Vymyslel ho Belgičan Jozef Braekmans. Gramatiku má stejnou jako islandština, ale úplně všechna cizí slova jsou nahrazena slovy islandskými. Sám její tvůrce označuje slovní zásobu za „ultrapuristickou“ kompilaci již existujících islandských neologismů a jiných „čistých“ slov, která vytvořil sám.

## Příklady slov
Afn: atom, z efni (látka).
Brosmærin: Mona Lisa, z usmívající se panna.
Heljarblý: plutonium, z 'Hel', severský ekvivalent Pluta a 'blý' (olovo). Každý prvek za olovem je složeninou se slovem pro olovo.